# Sen letní noci
Sen letní noci (ve francouzském originále Le Rêve d'une nuit d'été) je drobné příležitostné hudebně dramatické dílo francouzského skladatele Jacquese Offenbacha z roku 1855 na libreto Étienna Tréfeua, žánrově označené jako „saynète“ (hudební skeč, scénka), o jednom dějství.
Název je narážkou na Shakespearovu komedii Sen noci svatojánské, která je v libretu zmiňována. Její název se do francouzštiny tradičně překládá jako Le Songe d'une nuit d'été. Odchylku z le songe na le rêve – která nemá dopad na význam – vysvětluje Albert de Lasalle ve své knize Histoire des Bouffes-Parisiens. Kniha byla vydána ve spolupráci s divadlem Bouffes-Parisiens v roce 1860. Lasalle hovoří o důmyslné variaci názvu, která měla zabránit záměně nejen se Shakespearovou komedií, ale také se stejnojmennou opérou-comique Ambroise Thomase, která měla premiéru o pět let dříve.

## Vznik, charakteristika a historie
Jacques Offenbach otevřel své vlastní divadlo Théâtre des Bouffes-Parisiens brzy po začátku světové výstavy v Paříži roku 1855. Jeho malý sál se nacházel v přímé blízkosti centra výstavy, Průmyslového paláce, a první představení v něm bylo 5. července 1855. Po čtyřech kusech premiérového programu (z nichž největší úspěch měli Dva slepci) jako první repertoár nového divadla na konci července obohatil právě Sen letní noci, spíše charakteristický obraz než dramatické dílo, jehož téma přímo souviselo s výstavou. Libreto k němu napsal Offenbachův vrstevník Étienne Tréfeu (vlastním jménem Étienne-Victor Tréfeu de Tréval), který se stal jedním ze skladatelových nejdůvěrnějších přátel a autorem řady libret, z nichž nejznámější se stala zřejmě Trebizondská princezna (La Princesse de Trébizonde, 1869).

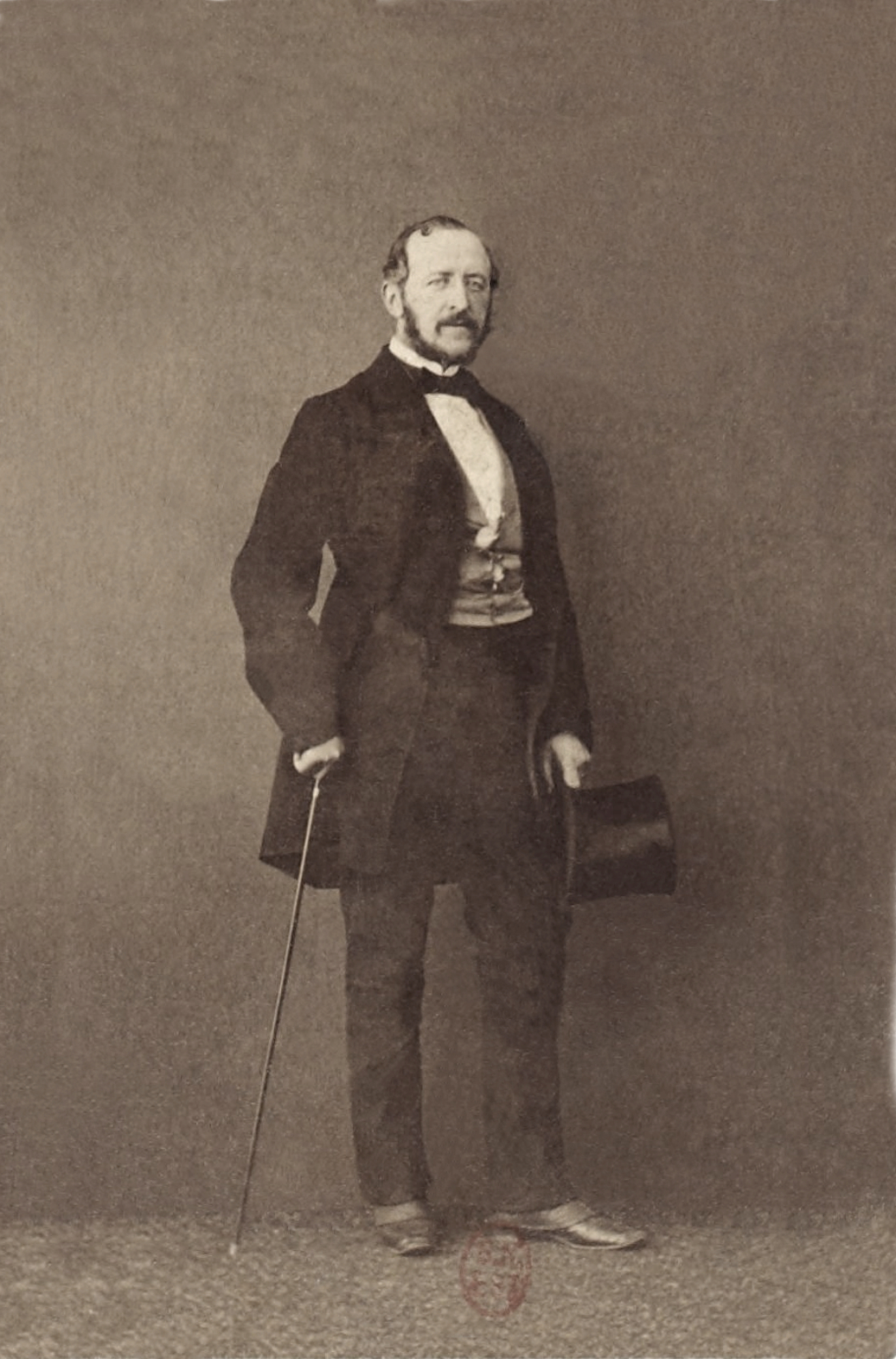
Libretista Étienne Tréfeu

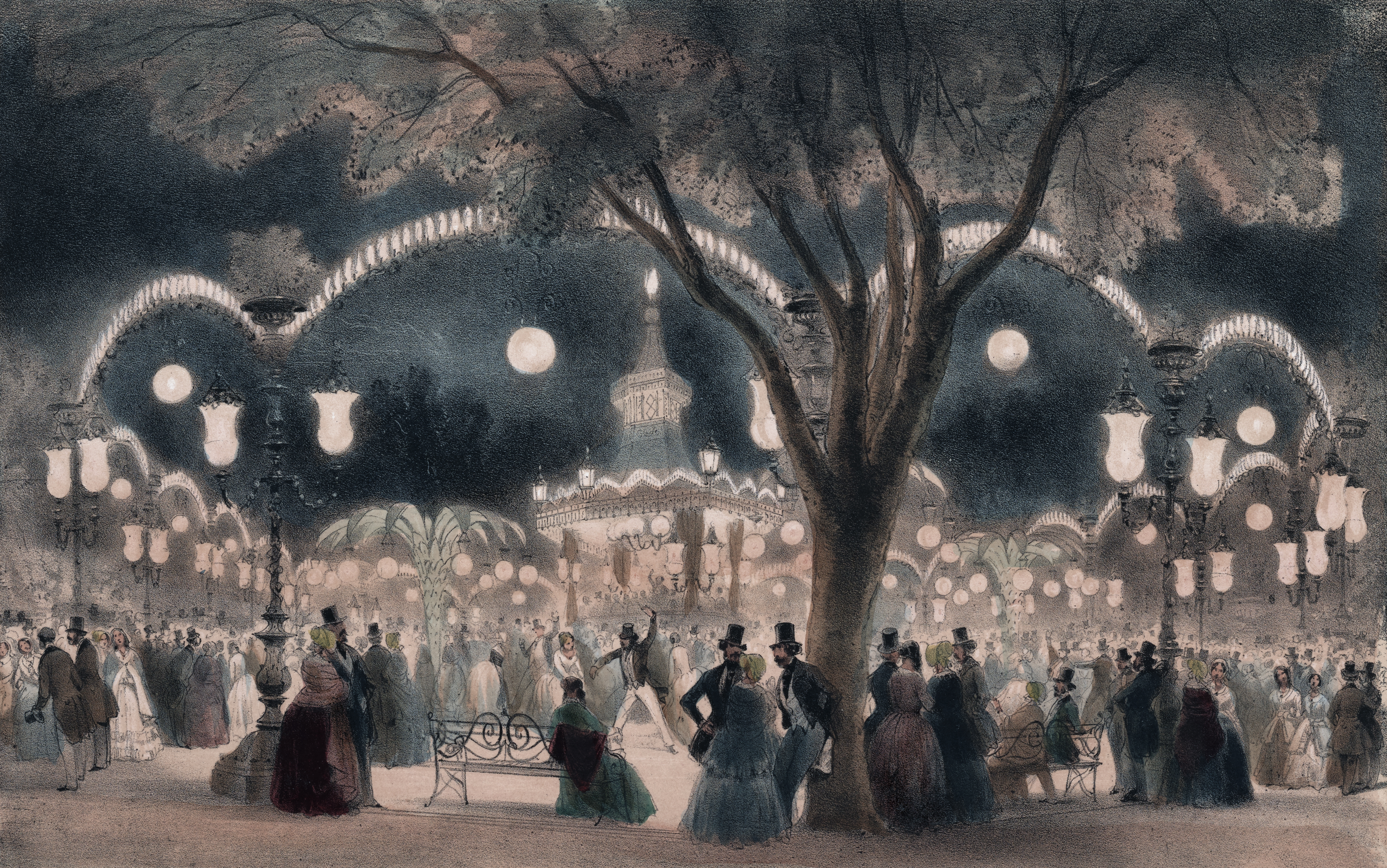
Le Bal Mabille, Champs-Elysées, 1858, litografie A. Provosta

Velkou část návštěvníků výstavy tvořili Angličané a Offenbach a Tréfeu uvádějí ve Snu letní noci na scénu dva anglické turisty v Paříži. Magickým prostředím letní noci byla známá Mabillova zahrada, v níž se od 40. do 60. let 19. století konaly velké veřejné plesy zvané „bal Mabille“, jež se staly v pařížském společenském životě módní a vyhledávanou institucí. Atmosféra letní noci s navazováním a rozvazováním erotických vztahů připomíná anglickým hrdinům díla Shakespearovu hru Sen noci svatojánské. Offenbach a Tréfeu přitom navazovali na tradici, protože zpodobnění Angličanů, jejich stereotypizovaných vlastností a komické ztvárnění jejich francouzštiny byly jedním z oblíbených témat soudobé francouzské komedie, mimo Francii nejlépe známé v postavách lorda a lady Cokbourgových z Auberovy opery Fra Diavolo. Ve Snu letní noci jsou ovšem hrdinové pojednáni mnohem groteskněji, jejich role jsou v dialogu i zpěvu plné předstírané angličtiny a slovních hříček a nedorozumění. Dívka jménem Rosita je obrazem hvězdy plesů Élise–Rosity Sergent, která na ně prý přinesla tanec polku.
Sen letní noci neměl při premiéře valný ohlas, teprve škrty mu získaly větší přízeň publika, takže byl uváděn nejen po dobu trvání výstavy (skončila v listopadu 1855), ale ještě do roku 1856. Jako příležitostné dílo však poté opustil repertoár Bouffes-Parisiens navždy; Offenbach jeho hudbu ani nevydal tiskem, až na samostatný stejnojmenný valčík. Námětem oslavy mnohdy klamoucího, ale vždy na plné obrátky žijícího města, jehož kouzlu každý návštěvník rád podlehne, předjímá Sen letní noci jedno z Offenbachových nejznámějších a nejcharakterističtějších děl, opéru-bouffe Pařížský život (La Vie parisienne, 1866).

## Osoby a první obsazení

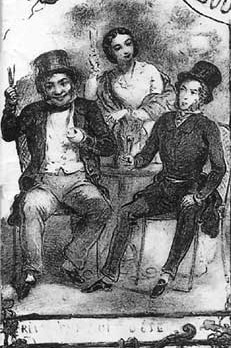
Scéna ze Snu letní noci, výřez z titulního listu partitury Čarovných houslí, 1855.

| osoba                             | hlasový obor | světová premiéra (30.7.1855) |
| --------------------------------- | ------------ | ---------------------------- |
| Master John, Angličan na cestách  | tenor        | Jean Berthelier              |
| Captain Grog, Angličan na cestách | tenor        | Étienne Pradeau              |
| Rosita, mladá Pařížanka           | soprán       | Marguerite Macé(-Montrouge)  |
| Dirigent:                         | Dirigent:    | Jacques Offenbach            |

## Děj opery
Master John, Angličan na cestách po kontinentě, dorazil do Paříže a opěvuje její půvaby. Potkává svého krajana, kapitána Groga, a ten mu dává za pravdu (duet Oh! Pariss, Pariss, séjour vraiment charmant). Na večerním plese v Mabillově zahradě potkávají Rositu, mladou, pohlednou a také protřelou Pařížanku, kterou hostí jídlem a šampaňským a se kterou rozprávějí o krásách Paříže a jejich obyvatel(ek). Není jasné, kterému z obou ostrovanů dává dívka přednost, a aby mezi sebou vyřešili otázku, komu bude patřit příští polka, dávají se Angličané do souboje spočívajícího ve vyprazdňování sklenic šampaňského. Dopadne to tak, že oba znaveni usnou; ale rozverná Rosita nelituje úsilí, aby je vzburcovala, a nakonec přece jen všichni společně tancují jako ve snu za pařížské letní noci.